# Bodenwöhrer Bucht

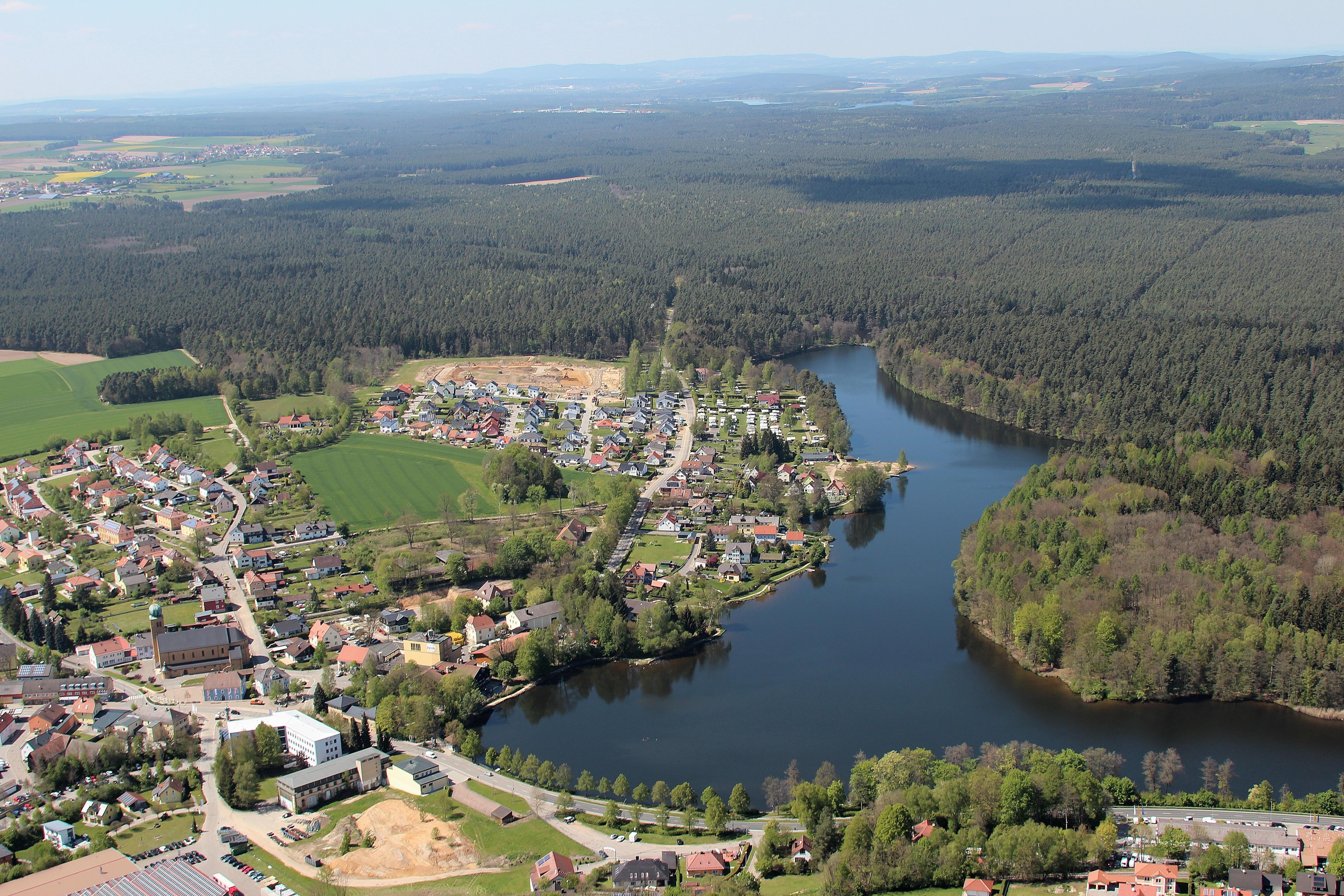
Blick auf das namensgebende Bodenwöhr mit dem Hammersee

Die Bodenwöhrer Bucht ist ein Naturraum im Oberpfälzischen Hügelland nahe Bodenwöhr.

## Beschreibung
Das Bayerische Landesamt für Umwelt beschreibt die Bodenwöhrer Bucht als „großräumige Muldenstruktur, in der hauptsächlich kretazische und triassische sowie in geringerem Umfang jurassische und permische Einheiten auftreten.“
Im Norden wird die Bodenwöhrer Bucht durch die Pfahlstörung, im Süden und Osten durch das Grundgebirge abgegrenzt. Im Westen erfolgt die Abgrenzung zum Teilraum Fränkische Alb durch die Fortsetzung der Keilbergstörung in Nord-West-Richtung.
Im Naturraum befindet sich das Naturschutzgebiet Weichselbrunner Weiher und Trockenkiefernwald bei Bodenwöhr, das Naturschutzgebiet Pfahl sowie Teile des Oberpfälzer Seenlands.

## Unterteilung
Gemäß der Einteilung des Oberpfälzischen Hügellands wird die Bodenwöhrer Bucht auch als „070.0 Sulzbach-Amberg-Freihöls-Bodenwöhrer Kreidebucht“ bezeichnet und wie folgt unterteilt:
- 070.00 Rodinger Winkel
  - 070.000 Rodinger Regental
  - 070.001 Trübenbacher Kreidesenke
- 070.01 Rodinger Forst
- 070.02 Neubauer Senke
- 070.03 Einsiedler Forst
- 070.04 Bodenwöhrer Senke (Brucker Senke[7])
- 070.05 Freihölser Senke
- 070.06 Östliche Amberg-Sulzbacher Kreidebucht
- 070.07 Nordwestliche Amberg-Sulzbacher Kreidebucht

## Bodenwöhrer Senke
Die Bodenwöhrer Senke enthält eines der bedeutendsten Grundwasservorkommen in der Oberpfalz und erstreckt sich von Südosten nach Nordwesten in einer Länge von 55 Kilometern und einer Breite von fünf Kilometern. Die Grundwasserleiter sind Sandsteine, die vor 95 bis 85 Millionen Jahren abgelagert wurden. Das Trinkwasser kann aus einer Tiefe von 50 bis 160 Meter gefördert werden und ist nitrat- und kalkarm.
Die Bodenwöhrer Senke spielte eine wichtige Rolle beim Genehmigungsverfahren und beim Erörterungstermin zum Bau der Wiederaufarbeitungsanlage Wackersdorf (WAA).
Dabei wurde 1990 nach dem WAA-Baustopp festgestellt, dass das Grundwasserreservoir schon während des Baus der WAA verseucht wurde.